# Flugmeteorologie

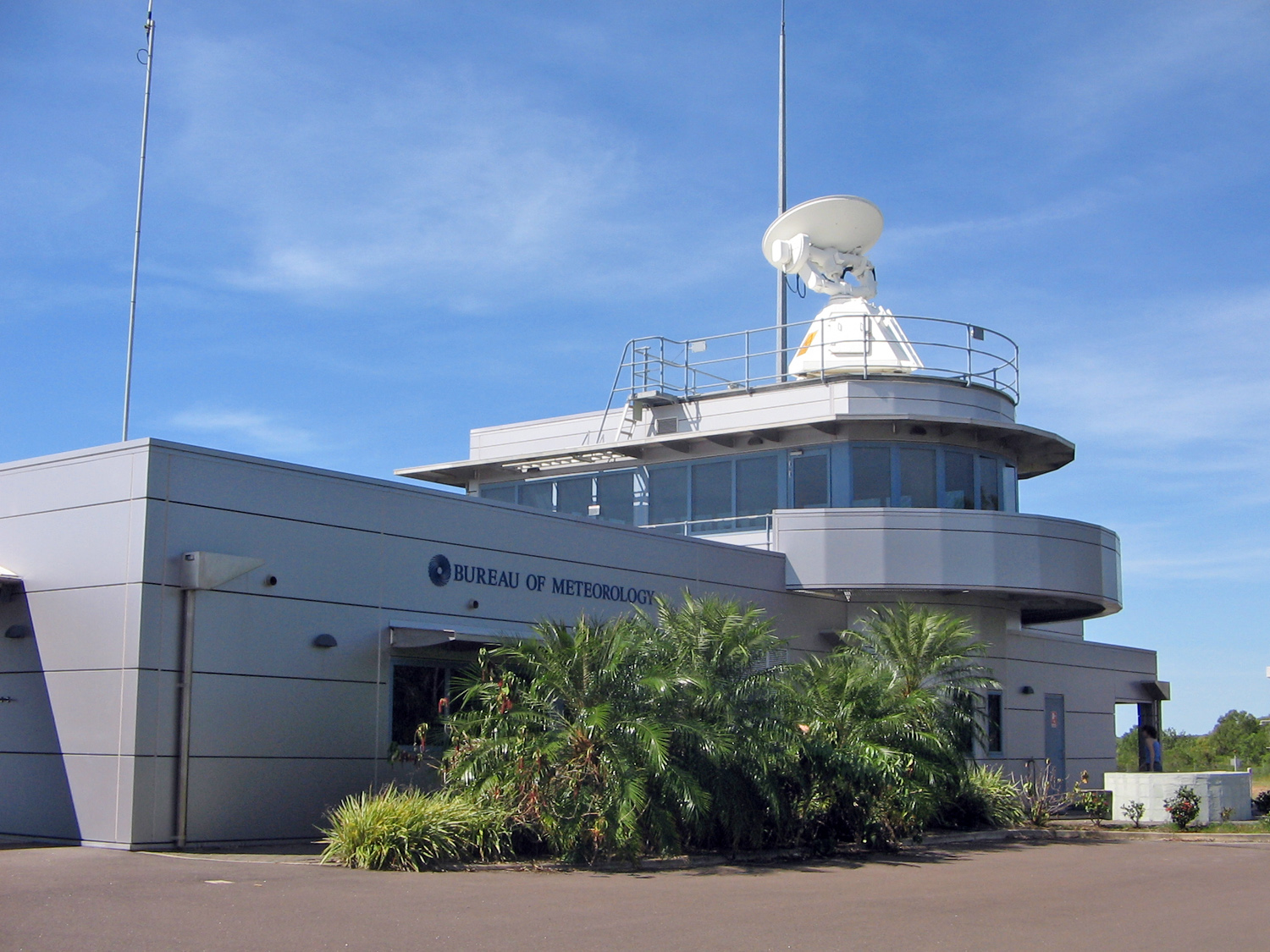
Das meteorologische Büro am Flughafen Darwin (Australien)

Die Flugmeteorologie ist das Teilgebiet der Meteorologie, das sich mit der Bereitstellung von für die Durchführung des Flugbetriebs relevanten meteorologischen Informationen und entsprechenden Wettervorhersagen beschäftigt.
Dabei werden die Vorhersagemodelle der gewöhnlichen Meteorologie und der Höhenwetterkunde verwendet; die Vorhersagen werden speziell für Piloten zusammengestellt.

## Wichtige Größen
Folgende Größen sind von besonderer Bedeutung für die Flugmeteorologie:
- Die Sichtweite ist in der Luftfahrt die Entfernung, in der größere Gegenstände wie Bäume oder Häuser in ihren Umrissen erkannt werden können. Sie ist insbesondere beim An- und Abflug von Wichtigkeit. Man unterscheidet hier zwischen:
  - Bodensicht, der horizontalen Sicht am Boden
  - Erdsicht, der vertikalen Sicht zum Erdboden im Flug
  - Flugsicht, der horizontalen Sicht in Flugrichtung
- Der QNH ist der Luftdruck auf Meereshöhe, errechnet aus dem Luftdruck am Flugplatz unter Annahme von Standardbedingungen.
- Der Wind ist für die Luftfahrt für die Berechnung der Flugzeit, der Treibstoffmenge, des Vorhaltewinkels und für die Steuerung des Flugzeuges vor allem im Endanflug wichtig. Richtung und Stärke des Windes werden dem Piloten kurz vor dem Start oder der Landung von der Flugverkehrskontrollstelle oder dem Flugleiter mitgeteilt.
- Die Bewölkung und die Höhe der Hauptwolkenuntergrenze sind vor allem wichtig für den Flugverkehr am Flugplatz, um beispielsweise zu wissen, wann mit dem Durchstoßen der Wolkendecke zu rechnen ist. Außerdem ist sie für die Definition der Visual Meteorological Conditions von Bedeutung.
- Die Temperatur am Boden hat Einfluss auf die Länge der Rollstrecke beim Start, da sich die Dichte der Luft mit der Temperatur ändert und entsprechend auch die Leistung der Triebwerke und der Auftrieb der Tragflächen.
- Der Taupunkt ist die Temperatur, bei der die Kondensation des in der Luft gelösten Wassers gerade einsetzt. Die Taupunktdifferenz (Temperatur minus Taupunkt) gibt Aufschluss darüber, wie wahrscheinlich die Bildung von Wolken oder Nebel ist.
- Der Niederschlag hat Einfluss auf den Zustand der Start- und Landebahn und ist somit von Bedeutung für die Berechnung der Rollstrecke. Besonders gefährlich für die Luftfahrt ist unterkühlter Regen, der auf der Flugzeugaußenhaut zu Eis wird und die Sicht behindert, die Aerodynamik verschlechtert und die Masse des Flugzeuges erhöht.[1]

## Bereitstellungsformen

### International
- METAR-Meldungen enthalten die Wettermeldungen eines Flugplatzes.

- Die Bezeichnung SIGMET steht für Wettermeldungen, die für die Luftfahrt gefährliche Erscheinungen betreffen. In Deutschland werden sie durch die meteorologischen Regionalkontrollstellen in Bremen, Düsseldorf, Frankfurt und München auf UKW-Frequenzen ausgestrahlt.[1]

- VOLMET  ist eine Wettervorhersage für Luftfahrzeuge im Flug. Sie wird in Deutschland über vier Sender in Berlin-Schönefeld, Frankfurt, Hannover und Bremen ausgegeben und enthält Informationen über die Wetterlage von Flughäfen in der Bundesrepublik Deutschland und im benachbarten Ausland.[1]

- TAF-Meldungen enthalten Wettervorhersagen für größere Flugplätze.

- GAFOR bezeichnet die Flugwettervorhersage für die Allgemeine Luftfahrt.[1]

- GAMET ist die Gebietsvorhersage für Flüge in niedrigeren Höhen und stellt eine Ergänzung zur GAFOR dar.[1]

- AIRMET-Meldungen enthalten Warnungen vor für die Luftfahrt gefährlichen Wettererscheinungen im Unteren Luftraum. Sie werden bei Bedarf ausgegeben.[1]

### Deutschlandbezogen
Der Flugwetterberatungsdienst (Aeronautical Meteorological Forecast Service, AMFS) wird in Deutschland von den Luftfahrberatungszentralen des Deutschen Wetterdienstes, die sich in Frankfurt, Essen, Hamburg, Berlin und München befinden, ausgeübt.
- INFOMET wird vom Deutschen Wetterdienst telefonisch bereitgestellt.
- Pc_met bezeichnet eine Software und ein Internetportal, über die flugmeteorologische Informationen abgerufen werden können.
- Segelflugwetterberichte beinhalten detaillierte meteorologische Informationen für Segelflieger, Gleitschirmflieger, Hängegleiter und Drachen. Sie sind über Fax und pc_met abrufbar.[2]
- Ballonwetterberichte (auch für Luftschiffe) werden über INFOMET und pc_met verbreitet.[3]